# Justicia neurochlamys
Justicia neurochlamys är en akantusväxtart som beskrevs av Emery Clarence Leonard. Justicia neurochlamys ingår i släktet Justicia och familjen akantusväxter. Inga underarter finns listade i Catalogue of Life.